# شهرستان اسکس (نیوجرسی)
[[رده:شهرستان‌های نیوجرسی|اسکس (نیوجرسی)]]
شهرستان اسکس (به انگلیسی: Essex County) یکی از شهرستان‌های ایالت نیوجرسی در کشور آمریکا است. مطابق آمار رسمی دولت آمریکا در سال ۲۰۱۰، جمعیت این شهرستان ۷۸۳٬۹۶۹ است که نسبت به آمار رسمی سال۲۰۰۰، ۱٫۲٪ کاهش داشته‌است.